# Lodewijk VII van Frankrijk
Lodewijk VII de Jongere (1120 - Parijs, 18 september 1180) was koning van Frankrijk van 1137 tot 1180.

## Jeugd en huwelijk
Lodewijk was de tweede zoon van Lodewijk VI van Frankrijk en Adelheid van Maurienne. Hij was was daarom geen troonopvolger en voorbestemd voor een functie binnen de Rooms-Katholieke Kerk. Hij werd opgevoed onder leiding van de invloedrijke abt Suger van Saint-Denis, de belangrijkste adviseur van zijn vader. In 1131 overleed zijn oudere broer, Filips, door een ruiterongeluk en nu werd Lodewijk de kroonprins. Hij werd op 15 oktober 1131 (elf jaar oud) gezalfd en tot medekoning gekroond.
In 1137 overleed hertog Willem X van Aquitanië zonder mannelijke erfgenamen. Hij benoemde zijn oudste dochter Eleonora van Aquitanië tot zijn opvolger en Lodewijk VI als bewindvoerder die haar belangen moest beschermen en een goede huwelijkskandidaat voor haar moest vinden. Voor Lodewijk VI was dit een politiek wonder: het hertogdom Aquitanië met de bijbehorende graafschappen en steden was de grootste, rijkste en machtigste feodale staat binnen zijn koninkrijk en de hertogen bestuurden nagenoeg zelfstandig. Controle over Aquitanië zou de koning de kans geven om dit deel van Frankrijk ook in de praktijk aan zijn gezag te onderwerpen. Lodewijk VI en zijn voorouders hadden alleen werkelijk macht over het gebied rond Parijs en Orléans gehad en de grote feodale vorsten gedroegen zichzelf als zijnde gelijkwaardig aan de koning.
Lodewijk Vl besloot binnen een dag dat Eleonora met zoon Lodewijk zou moeten trouwen. Lodewijk trok samen met de abt Suger, Theobald IV van Blois en Roeland I van Vermandois, met een gevolg van 500 ridders, naar Bordeaux, hoofdstad van Aquitanië. Op 25 juli trouwden Lodewijk en Eleonora daar in de kathedraal. Bij het huwelijk werd echter overeengekomen dat Lodewijk geen macht over Aquitanië zou krijgen maar dat alleen Eleonora hertogin van Aquitanië zou zijn. Pas een eventuele zoon zou de functies van hertog van Aquitanië en koning van Frankrijk werkelijk verenigen.

## Koningschap

### Eerste jaren
Kort na het huwelijk overleed Lodewijk VI en volgde Lodewijk hem op. De jonge koning kreeg te maken met opstanden in Orléans en Poitiers. Daarna kwam hij in conflict met de paus over de benoeming van de bisschoppen van Laon (1138) en Bourges (1141) en Poitiers. Dit leidde ertoe dat de paus een interdict uitsprak over de bezittingen van Lodewijk. Lodewijk werkte zichzelf verder in de problemen door Roeland van Vermandois te belonen met een huwelijk met Petronella, de zuster van Eleonora. Roeland moest daarvoor wel zijn eerste echtgenote verstoten, en dat was de zuster van Theobald van Blois die hierin een reden zag om de koning de oorlog te verklaren. Lodewijk en Roeland waren in staat om Theobald in de Champagne te verslaan. Godfried V van Anjou veroverde Normandië, dat onder controle van Theobald stond, en Lodewijk kreeg als dank daarvoor de helft van de Vexin.
Deze ontwikkelingen kwamen tot een abrupt einde toen Lodewijk in 1144 de stad Vitry-le-François veroverde. Een grote groep inwoners had zijn toevlucht gezocht in de kerk. Toen de troepen van Lodewijk de kerk in brand staken kwamen meer dan duizend mensen in de vlammen om. Verteerd door schuldgevoelens trok Lodewijk zich terug en sloot vrede met de paus en met Theobald. In 1145 maakte Lodewijk bekend om op kruistocht te gaan, als boetedoening.

### Kruistocht
Lodewijk nam deel aan de Tweede Kruistocht. Eleonora stond erop om als soevereine hertogin van Aquitanië ook deel te nemen aan de kruistocht en haar eigen troepen aan te voeren. Op de heenreis bezocht Lodewijk koning Géza II van Hongarije en werd peetoom van diens zoon Stefanus III van Hongarije. In Constantinopel had hij een bespreking met keizer Manuel I Komnenos. Militair was de kruistocht echter een mislukking. In Klein-Azië werd het leger van Lodewijk verslagen in een hinderlaag, waarbij Lodewijk alleen maar aan de dood kon ontsnappen doordat hij als een gewone ridder was gekleed en niet herkenbaar was als de koning. Een van de oorzaken van de nederlaag was dat de Aquitaanse voorhoede onder bevel van Eleonora te snel vooruit was getrokken waardoor de hoofdmacht kwetsbaar werd.
Aangekomen in het Vorstendom Antiochië kwamen Eleonora en Lodewijk lijnrecht tegenover elkaar te staan. Eleonora wilde de plannen van haar jonge oom Raymond van Antiochië steunen om eerst enkele steden in de omgeving van Antiochië te veroveren. Lodewijk wilde echter verder trekken naar het Heilige Land. Uiteindelijk zette Lodewijk zijn zin door en zette hij Eleonora gevangen. Lodewijk nam deel aan de volledig mislukte expeditie naar Damascus, en besloot daarna om snel terug te keren naar Frankrijk.

### Echtscheiding
Het huwelijk van Eleonora en Lodewijk was stukgelopen, en er waren nog geen mannelijke nakomelingen die de koning zouden kunnen opvolgen. De oude abt Suger verzette zich echter uit alle macht tegen een scheiding. Toen Suger in 1152 overleed, werd de scheiding al snel uitgesproken (21 maart 1152) op grond van te nauwe bloedverwantschap, in die tijd het gangbare excuus voor een scheiding. Eleonora wist heelhuids Poitiers te bereiken en deed direct een huwelijksvoorstel aan de twaalf jaar jongere Hendrik II van Engeland, toen nog hertog van Normandië en graaf van Anjou, met inbreng van haar hertogdom. Hendrik accepteerde het voorstel en het paar trouwde zo snel mogelijk (18 mei 1152) - vanwege de grote haast was het een eenvoudige plechtigheid. Ook nu werd afgesproken dat Eleonora zelfstandig hertogin van Aquitanië zou blijven.
Lodewijk was volledig verrast door deze politieke zet waardoor Hendrik en Eleonora tezamen de helft van het Franse grondgebied  controleerden. Lodewijk begon een oorlog tegen Hendrik met als excuus dat hij als leenman toestemming voor zijn huwelijk had moeten vragen. Hendrik wist Lodewijk eenvoudig te verslaan en Lodewijk moest zich ziek naar Parijs terugtrekken. Met de hulpmiddelen van Aquitanië kon Hendrik ook de Engelse burgeroorlog in zijn voordeel beslissen en in 1154 werden Hendrik en Eleonora koning en koningin van Engeland. Hendrik zou in 1156 Lodewijk nog huldigen als leenheer voor zijn Franse bezittingen maar Lodewijk had in werkelijkheid helemaal niets meer te vertellen over zijn halve koninkrijk.

### Latere jaren
Na 1156 stelt Lodewijk zich voorzichtig op. Het is duidelijk dat hij zijn beperkingen kende en daar het beste van probeerde te maken, vooral door zijn tegenstanders tegen elkaar uit te spelen.
In 1157 bezocht Lodewijk Santiago de Compostella. Het volgende jaar wist hij een toenadering te bereiken met Hendrik en Eleonora door een verloving te arrangeren tussen hun zoon Hendrik II van Maine en zijn dochter uit zijn tweede huwelijk Marguerite, die allebei nog kleuters waren. Zij kreeg de Vexin en Gisors als bruidsschat. In 1159 zette hij Hendrik echter alweer de voet dwars toen die Toulouse belegerde. Lodewijk bezocht de stad met een klein gevolg en Hendrik kon volgens de feodale regels niet een stad aanvallen waar zijn leenheer verbleef, en moest het beleg toen opgeven.
Lodewijk steunde paus Alexander III tegen keizer Frederik I van Hohenstaufen en bood hem onderdak. De paus legde in 1163 de eerste steen voor de huidige Notre-Dame van Parijs. Ook gaf Lodewijk onderdak aan Thomas Becket die voor Hendrik was gevlucht. Ondertussen ging Lodewijk gestaag door om zijn relatie met de zonen van Hendrik en Eleonora te verbeteren, en ze tegen hun vader op te zetten. In 1169 verloofde hij zijn dochter Alys met Richard I van Engeland. Toen Lodewijk na jaren van intensieve diplomatie in 1171 een goede verstandhouding met keizer Frederik bereikte, had hij zijn rug gedekt en was hij in staat om Hendrik aan te pakken. Lodewijk vormde een bondgenootschap met zijn schoonzoon Hendrik (Maine), met Richard (Poitou) en met de koning van Schotland, en ze vielen gezamenlijk Hendrik en Eleonora aan. Lodewijk en Hendrik van Maine belegerden in 1173 Rouen. Maar het lukte Hendrik om Schotland snel te verslaan en daarna trok hij naar Normandië en ontzette Rouen. Lodewijk moest zich terugtrekken naar Parijs. Door onderlinge twisten van Hendrik en Richard viel het bondgenootschap vervolgens uiteen.
In 1177 bemiddelde de paus een vrede tussen Lodewijk en Hendrik.

### Dood en begrafenis
Lodewijk werd in 1179 getroffen door een beroerte. Hij wees Filips van de Elzas, de Vlaamse graaf aan tot eerste raadgever en begeleider van de op dat ogenblik veertienjarige kroonprins Filips. Daarna was hij niet meer in staat om te regeren. Zijn zoon werd in Reims gekroond maar Lodewijk was verlamd en al zo zwak dat hij de ceremonie niet kon bijwonen. Een jaar later overleed hij. Lodewijk werd begraven in de abdij Notre-Dame-de-Barbeaux bij Fontainebleau. In 1817 werd hij herbegraven in de Kathedraal van Saint-Denis.

## Betekenis en beeldvorming
Het is Lodewijk gelukt om zijn gezag over het deel van Frankrijk dat niet onder controle van Hendrik en Eleonora stond, te versterken. Het bestuur van Lodewijk zag grote vooruitgang op het vlak van landbouw, handel, bevolking, het bouwen van verschillende forten, en een kleine intellectuele renaissance. Met zijn bewind heeft hij een belangrijke basis gelegd voor de politieke successen van zijn zoon.
Lodewijk heeft het imago van een vrome en bescheiden man, die beter geestelijke had kunnen worden dan koning. En dus van een zwakke koning was. Afgaand op de historische feiten is er echter weinig aanleiding tot deze beeldvorming. Wel had Lodewijk direct te maken met een aantal heel nadrukkelijk aanwezige figuren: in de eerste plaats Eleonora maar ook Hendrik II van Engeland en Richard Leeuwenhart. Deze figuren trokken in hun eigen tijd al de aandacht van kroniekschrijvers, en zijn altijd een populair onderwerp gebleven voor historici, romanschrijvers en filmmakers. Doordat ze altijd in contrast met Lodewijk zijn neergezet heeft hij waarschijnlijk dat monnikachtige imago gekregen. Het is daarbij natuurlijk niet te ontkennen dat Eleonora en Hendrik in macht en politieke vaardigheden van een andere orde waren dan Lodewijk.

## Huwelijken en kinderen
Eerste huwelijk met Eleonora van Aquitanië, gescheiden in 1152. Ze kregen twee dochters:
- Maria, gehuwd met Hendrik I van Champagne
- Adelheid van Frankrijk, gehuwd met Theobald V van Blois

Tweede huwelijk (1154) met Constance van Castilië. Ze kregen twee dochters:
- Marguerite, getrouwd met Hendrik van Maine
- Alys, verloofd met Richard Leeuwenhart, vermoedelijk maîtresse van Hendrik II van Engeland, verloofd met Jan zonder Land maar uiteindelijk getrouwd met Willem II van Ponthieu.

Derde huwelijk met Adelheid van Champagne. Zij kregen de volgende kinderen:
- Filips II, opvolger van zijn vader
- Agnes, getrouwd (1180) met de jonge keizer Alexios II Komnenos, daarna (1183) met de usurpator Andronikos I Komnenos, later minnares van Theodorus Branas (commandant van Adrianopel) en in 1204 met hem getrouwd.

## Voorouders
| Voorouders van Lodewijk VII van Frankrijk | Voorouders van Lodewijk VII van Frankrijk                                       | Voorouders van Lodewijk VII van Frankrijk                                       | Voorouders van Lodewijk VII van Frankrijk                                       | Voorouders van Lodewijk VII van Frankrijk                                       | Voorouders van Lodewijk VII van Frankrijk                                       | Voorouders van Lodewijk VII van Frankrijk                                       | Voorouders van Lodewijk VII van Frankrijk                                       | Voorouders van Lodewijk VII van Frankrijk                                       |
| ----------------------------------------- | ------------------------------------------------------------------------------- | ------------------------------------------------------------------------------- | ------------------------------------------------------------------------------- | ------------------------------------------------------------------------------- | ------------------------------------------------------------------------------- | ------------------------------------------------------------------------------- | ------------------------------------------------------------------------------- | ------------------------------------------------------------------------------- |
| Overgrootouders                           | Hendrik I van Frankrijk (1008-1060) ∞ 1051 Anna van Kiev (1036-1078)            | Hendrik I van Frankrijk (1008-1060) ∞ 1051 Anna van Kiev (1036-1078)            | Floris I van Holland (1025-1061) ∞ 1050 Geertruida van Saksen (1033-1113)       | Floris I van Holland (1025-1061) ∞ 1050 Geertruida van Saksen (1033-1113)       | Amadeus II van Savoye (1048-1080) ∞ Johanna van Genève (-)                      | Amadeus II van Savoye (1048-1080) ∞ Johanna van Genève (-)                      | Willem I van Bourgondië (1020-1087) ∞ Stephania van Longwy-Metz (1035-1088)     | Willem I van Bourgondië (1020-1087) ∞ Stephania van Longwy-Metz (1035-1088)     |
| Grootouders                               | Filips I van Frankrijk (1052-1108) ∞ Bertha van Holland (1058-1094)             | Filips I van Frankrijk (1052-1108) ∞ Bertha van Holland (1058-1094)             | Filips I van Frankrijk (1052-1108) ∞ Bertha van Holland (1058-1094)             | Filips I van Frankrijk (1052-1108) ∞ Bertha van Holland (1058-1094)             | Humbert II van Savoye (1072-1103) ∞ Gisela van Bourgondië (1075-1133)           | Humbert II van Savoye (1072-1103) ∞ Gisela van Bourgondië (1075-1133)           | Humbert II van Savoye (1072-1103) ∞ Gisela van Bourgondië (1075-1133)           | Humbert II van Savoye (1072-1103) ∞ Gisela van Bourgondië (1075-1133)           |
| Ouders                                    | Lodewijk VI van Frankrijk (1081-1137) ∞ 1115 Adelheid van Maurienne (1092-1154) | Lodewijk VI van Frankrijk (1081-1137) ∞ 1115 Adelheid van Maurienne (1092-1154) | Lodewijk VI van Frankrijk (1081-1137) ∞ 1115 Adelheid van Maurienne (1092-1154) | Lodewijk VI van Frankrijk (1081-1137) ∞ 1115 Adelheid van Maurienne (1092-1154) | Lodewijk VI van Frankrijk (1081-1137) ∞ 1115 Adelheid van Maurienne (1092-1154) | Lodewijk VI van Frankrijk (1081-1137) ∞ 1115 Adelheid van Maurienne (1092-1154) | Lodewijk VI van Frankrijk (1081-1137) ∞ 1115 Adelheid van Maurienne (1092-1154) | Lodewijk VI van Frankrijk (1081-1137) ∞ 1115 Adelheid van Maurienne (1092-1154) |